# Сан-Вито-Ло-Капо

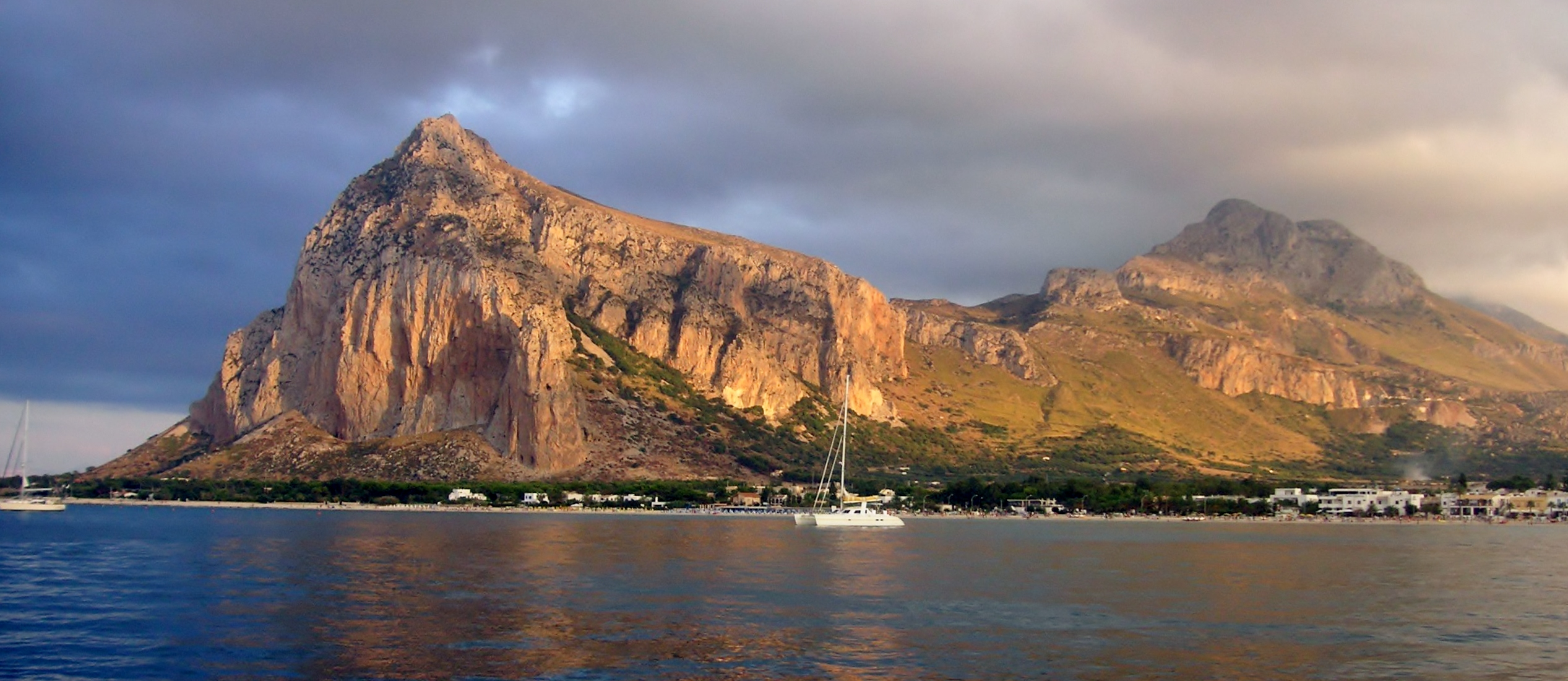
San Vito Lo Capo

Сан-Вито-Ло-Капо (итал. San Vito Lo Capo) — коммуна в Италии, располагается в регионе Сицилия, в провинции Трапани.
Население составляет 4180 человек (2008 г.), плотность населения составляет 70 чел./км². Занимает площадь 60 км². Почтовый индекс — 91010. Телефонный код — 0923.
Покровителем коммуны почитается святой Вит, празднование 15 июня.

## Демография
Динамика населения:

## Администрация коммуны
- Официальный сайт: http://www.comune.sanvitolocapo.tp.it/